# 貝爾維迪爾鎮區 (北卡羅萊納州珀奎曼斯縣)
貝爾維迪爾鎮區（英語：Belvidere Township）是位於美國北卡羅萊納州珀奎曼斯縣的一個鎮區。

## 地方資料
貝爾維迪爾鎮區的面積為162.91平方千米，皆為陸地。根據2020年美國人口普查的數據，當地共有人口960人，而人口密度為每平方千米5.89人。